# 栗本站
栗本站（日语：／ Kurimoto eki */?）是位於岐阜縣惠那郡福岡町（現時：中津川市），北惠那鐵道北惠那鐵道線的鐵路車站（廢站）。

## 概要
在戰後，為了開發付知川景點而開設此站。車站土地由沿線旅館無償提供給北惠那鐵道線。
車站最接近栗本溫泉，也是車站名稱的由來。在1960年代後期前，北惠那鐵道會主舉「栗本川祭」。

## 歷史
- 1949年（昭和24年）5月26日：北惠那鐵道線美濃福岡至美濃下野之間開設此站[1]。
- 1978年（昭和53年）9月18日：北惠那鐵道線廢除，此站也被廢除[1]。

## 車站設施
此站是地面車站，設有1面1線的單式月台和小型木製候車室。

## 相鄰車站
北惠那鐵道
北惠那鐵道線
美濃福岡－栗本－美濃下野

## 注腳
1. 1 2  今尾惠介《日本鐵道旅行地圖帳》7號 北信越（新潮社、2008年）p.41

## 相關項目
- 日本鐵路車站列表 Ku